# Grad Miramar
Grad Miramar (italijansko Castello di Miramare; nemško Schloss Miramar; špansko Castillo di Miramar, kar v prevodu pomeni "pogled na morje") je grad oz. dvorec, ki se nahaja na rtu Grljan, okoli 6 kilometrov severozahodno od Trsta.
Grad je eden od italijanskih državnih muzejev, ki mu je ministrstvo za kulturno dediščino leta 2016 odobrilo posebno avtonomijo. 

## Zgodovina gradu
Grad je dal zgraditi nadvojvoda Ferdinand Maksimilijan I. Habsburško-Lotarinški (1832–1867), mlajši brat cesarja Franca Jožefa. Načrte stavbe v mešanici gotike, srednjega veka in renesanse, ki so jo gradili med letoma 1856 in 1860, je zrisal avstrijski arhitekt Carl Junker (1827–1881). Grad naj bi prvotno imel tri nadstropja, vendar se je Maksimilijan, ki je gradnjo financiral iz lastnih sredstev, zaradi pomanjkanja denarja tretjemu nadstropju odpovedal. V času gradnje je s soprogo, Šarloto Belgijsko, živel v Castellettu, manjšem objektu v grajskem parku, kjer je Šarlota do preselitve v Belgijo živela tudi po moževi smrti. Po tem, ko je bil Ferdinand Maksimilijan v Mehiki leta 1867 usmrčen, je grad služil kot občasna rezidenca Habsburžanov.
Med prvo svetovno vojno so pohištvo in umetniška dela premaknili na Dunaj. Po koncu vojne je nadzor nad gradom prevzela italijanska vlada in med letoma 1925 in 1926 sprejela dogovor z Avstrijo, da vrnejo večino stvari, ki so jih odnesli. 
Vlada je leta 1931 grad dodelila princu Amadeju Savojskemu, ki je tam prebival do leta 1937, nato pa so ga do leta 1943 občasno uporabljali njegovi sorodniki.
Med drugo svetovno vojno je grad okupirala nemška vojska, kar ga je tudi rešilo pred bombardiranjem. Koncem leta 1945 so grad zavzele sprva novozelandske čete, zatem britanske. Med letoma 1947 in 1954 je bil v gradu štab ameriške garnizije Trieste United States Troops (TRUST).
Marca 1955 je bil grad ponovno odprt za javnost.

## Grajska stavba
Danes je grad urejen kot muzej. V pritličju si je mogoče ogledati zasebne prostore Maksimilijana in njegove žene. Ker je bil Ferdinand Maksimilijan navdušen pomorščak in tudi vrhovni poveljnik cesarske vojne mornarice, je del prostorov urejen po vzoru kabine na avstrijski poveljniški ladji SMS Novara (1850). V prvem nadstropju se nahajajo razkošnejši reprezentativni prostori oz. prostori za Maksimilijanove goste in v slogu tridesetih let preurejeno stanovanje princa Amadeja Savojskega.

## Grajski park
Poleg samega gradu se nahaja 22 hektarjev velik park z redkimi eksotičnimi rastlinami, ki jih je Ferdinand Maksimilijan deloma prinesel s svojih potovanj. Park je zasnoval Carl Junker. Z botanično zasnovo se je sprva ukvarjal Josef Laube, leta 1859 pa ga je zamenjal Anton Jelinek.
Pred letom 1856 je bilo na območju parka le nekaj posameznih rastlin in grmovja, danes pa tam stoji mnogo različnih vrst dreves, ki večinoma niso evropskega izvora. Park je bil zasnovan kot zasebni vrt, vendar ga je nadvojvoda nekaj dni na teden odprl za javnost.
Castelletto, v katerem sta med gradnjo živela zakonca, se danes uporablja kot kavarna.